# Polycentrus
Polycentrus is een monotypisch geslacht van straalvinnige vissen uit de familie van de veelstekelbaarzen (Polycentridae).

## Soort
- Polycentrus schomburgkii Müller & Troschel, 1849